# Oluf Berntsen
Oluf Christian Berntsen (Copenaghen, 5 novembre 1891 – Parigi, 18 giugno 1987) è stato uno schermidore danese.

## Carriera
Ha partecipato ai Giochi di Stoccolma 1912, gareggiando negli eventi di sciabola, fioretto e spada.
Era figlio del primo ministro danese Klaus Berntsen e fratello di Aage Berntsen, anche lui schermidore.